# Weislingen
Weislingen ist eine französische Gemeinde mit 549 Einwohnern (Stand 1. Januar 2021) im Département Bas-Rhin in der Region Grand Est (bis 2015 Elsass). Sie liegt im Kanton Ingwiller und gehört zum Arrondissement Saverne.

## Geografie
Die Ortschaft liegt im Krummen Elsass. Das Gemeindegebiet hat einen Anteil am Biosphärenreservat Pfälzerwald-Vosges du Nord.

## Geschichte
Von 1871 bis zum Ende des Ersten Weltkrieges gehörte Weislingen als Teil des Reichslandes Elsaß-Lothringen zum Deutschen Reich und war dem Kreis Zabern im Bezirk Unterelsaß zugeordnet.

### Bevölkerungsentwicklung
| Jahr      | 1910 | 1962 | 1968 | 1975 | 1982 | 1990 | 1999 | 2007 | 2017 |
| Einwohner | 729  | 585  | 652  | 633  | 605  | 534  | 580  | 566  | 535  |